# Бланкенхаген
Бланкенхаген (нем. Blankenhagen) — община в Германии, в земле Мекленбург-Передняя Померания.
Входит в состав района Бад-Доберан. Подчиняется управлению Ростоккер Хайде. Население составляет 813 человек (на 31 декабря 2010 года). Занимает площадь 9,09 км².

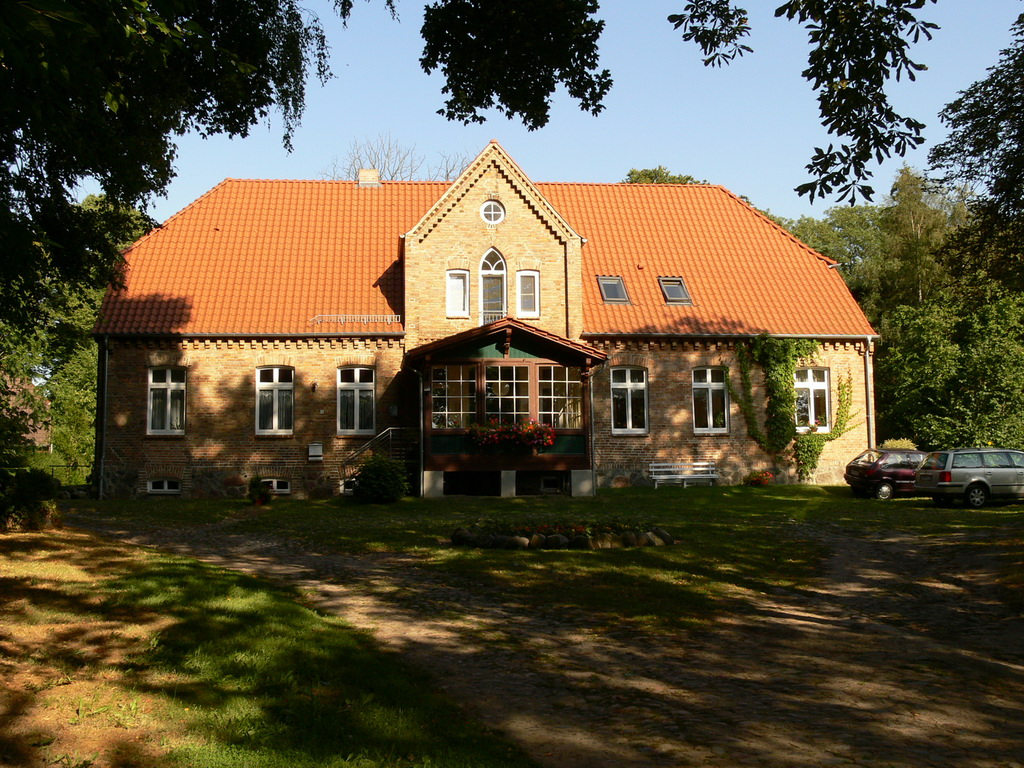
Бланкенхаген